# Maciej Bartoszek
Maciej Bartoszek (Włocławek, 12 aprile 1977) è un allenatore di calcio polacco.